# Gibraltar na Mistrzostwach Świata w Lekkoatletyce 2022
Gibraltar na Mistrzostwach Świata w Lekkoatletyce 2022 – reprezentacja Gibraltaru podczas mistrzostw świata w Eugene liczyła jednego zawodnika, który nie zdobył żadnego medalu.

## Skład reprezentacji

### Mężczyźni
| Zawodnik   | Konkurencja   | Preeliminacje | Preeliminacje | Eliminacje | Eliminacje | Półfinał | Półfinał | Finał | Finał   | Źródło |
| Zawodnik   | Konkurencja   | Wynik         | Pozycja       | Wynik      | Pozycja    | Wynik    | Pozycja  | Wynik | Pozycja | Źródło |
| ---------- | ------------- | ------------- | ------------- | ---------- | ---------- | -------- | -------- | ----- | ------- | ------ |
| Craig Gill | bieg na 100 m | 11.24         | 15.           | NQ         | NQ         | NQ       | NQ       | NQ    | NQ      | [ 1 ]  |